# Oerlinghausen
Ne doit pas être confondu avec Oelinghausen.

Oerlinghausen [ˈœʁlɪŋhaʊzən] est une ville de Rhénanie-du-Nord-Westphalie (Allemagne), située dans l'arrondissement de Lippe, dans le district de Detmold, dans le Landschaftsverband de Westphalie-Lippe.

## Histoire
| Appartenances historiques Seigneurie de Lippe 1177–1528 Comté de Lippe 1528–1613 Comté de Lippe-Detmold 1613–1789 Principauté de Lippe 1789–1918 République de Weimar 1918–1933 Reich allemand 1933–1945 Allemagne occupée 1945–1949 Allemagne 1949–présent |

## Personnalités liées à la commune
- Friedrich Bödeker (1867-1937), botaniste né à Helpup.
- Marianne Weber (1870-1954), sociologue, née à Oerlinghausen.
- Reinhold Hanning (1921-2017), garde SS du camp d'Auschwitz, né à Helpup.
- Horst Steinkühler (1936-), homme politique né à Oerlinghausen.
- Holm Tetens (1948-), philosophe né à Oerlinghausen.

## Jumelage
- Villers-lès-Nancy (France) depuis 1988
- Augustusburg (Allemagne) depuis 1990
- Osterburg (Allemagne) depuis 1991

## Quartiers
| Quartier      | Habitants | Quartiers d'Oerlinghausen |
| ------------- | --------- | ------------------------- |
| Oerlinghausen | 10.975    | Quartiers d'Oerlinghausen |
| Helpup        | 4.789     | Quartiers d'Oerlinghausen |
| Lipperreihe   | 3.362     | Quartiers d'Oerlinghausen |